# Jimmy Bivins
James Louis Bivins, noto come Jimmy Bivins (Dry Branch, 6 dicembre 1919 – Cleveland, 4 luglio 2012), è stato un pugile statunitense.
Non gli fu mai concessa l'occasione di combattere per un titolo mondiale, ma è considerato uno dei più forti pesi massimi e mediomassimi di sempre.

## Carriera
In 15 anni di carriera da professionista, iniziata nel 1940, incontrò ben 11 futuri o ex campioni mondiali sconfiggendone otto almeno una volta.
Nel 1940, agli inizi della carriera, batté ai punti in 10 round il già quotatissimo Anton Christoforidis, che l'anno seguente sarebbe divenuto campione mondiale dei mediomassimi. Bivins perse ai punti la rivincita, disputata il mese seguente, ma lo batté nuovamente ai punti nel 1943. Nel 1941 batté ai punti in 10 round Teddy Yarosz, che era stato campione mondiale dei medi nel 1934/1935. Pochi mesi più tardi fu sconfitto ai punti da Melio Bettina, già campione mondiale del mediomassimi nel 1939, che Bivins avrebbe poi battuto ai punti nel 1943 e con cui avrebbe pareggiato nel 1945.
Nel 1942 batté ai punti Billy Soose, fortissimo peso medio che aveva detenuto solo alcuni mesi prima il titolo mondiale della categoria. Due mesi dopo batté ai punti anche Gus Lesnevich, campione mondiale dei mediomassimi dal 1941 al 1948, senza che il titolo fosse messo in palio, infliggendogli anche un KD al 2º round. Nello stesso anno sconfisse ai punti Joey Maxim, che avrebbe detenuto il titolo mondiale dei mediomassimi dal 1950 al 1952.
Nel 1943 Bivins sconfisse ai punti il futuro campione mondiale dei pesi massimi Ezzard Charles, contro il quale avrebbe perso i quattro incontri successivi, disputati dal 1946 al 1952, tre dei quali ai punti. 
Nel 1945 sconfisse per KO al 6º round il grande Archie Moore, futuro campione mondiale dei mediomassimi dal 1952 al 1962. Bivins incontrò Moore altre quattro volte perdendo sempre prima del limite, ma riuscendo a sfiorare una nuova vittoria per KO nell'incontro del 1948. Nel 1946 fu sconfitto ai punti dal futuro campione mondiale dei pesi massimi Jersey Joe Walcott. Nel 1949 venne sconfitto ai punti da Harold Johnson, futuro campione mondiale dei mediomassimi dal 1961 al 1963. 
Nel 1951 Bivins incontrò anche Joe Louis perdendo ai punti in 10 riprese.
La International Boxing Hall of Fame lo ha riconosciuto tra i più grandi pugili di ogni tempo. Nel 1998 la rivista specializzata Ring Magazine lo ha collocato al 6º posto in una propria classifica dei migliori pesi mediomassimi della storia del pugilato e al 26º in quella dei migliori pesi massimi.